# Makabi Suwałki
Makabi Suwałki – największy klub żydowski w Suwałkach. Klub posiadał wiele sekcji (m.in. piłka nożna, koszykówka, siatkówka, lekkoatletyka, pływanie, tenis  stołowy, boks). Klub został rozwiązany wraz z wybuchem II wojny światowej.

## Historia
- 1919 – 1924 – Amatorzy Suwałki
- 1924 – 1939 – Makabi Suwałki

Makabi powstało w 1924 roku na bazie upadającej drużyny Amatorów Suwałki. Założycielem drużyny i pierwszym prezesem był Yeshayah Kershkovski, który również zakładał drużynę Amatorów. W skład zarządu wchodzili także : Abraham Koyfman, Lejb Lifshits, Abraham Tsharko, Yosl Solnitski, Henekh Klatshkovski i Ruben Pekarski. Makabi posiadało dobrze wyposażoną salę gimnastyczną, salę konferencyjną.
Skład drużyny w roku 1929 : Motl Kratshinski, David Fink, Yosl Zeligman, Avraham Koyfman, Shimon Oshinski, Nisan Abramski, David Raykh, Avraham Fink, Yeshayah Kershkovski, Shimon Fink, Shlomoh Shtaynberg, Leyb Halender.
W roku 1936 Makabi przeżyło kryzys, w wyniku pewnych kłótni część zawodników i działaczy opuściła klub i dołączyła do nowego klubu Ha-kadur Suwałki.
W sekcji bokserskiej w roku 1928 występowali: (trener) Avraham Koyfman, Shlomoh Shtaynberg, Leyb Lifshits, Meir Yogel, Yosl Zeligman, Avraham Murzshinski, David Raykh, Leyb Pinkovski, Avraham Fink, David Fink. Bracia Fink startowali także w dyscyplinach lekkoatletycznych.

## Piłka nożna
Klub był jedynym reprezentantem Suwałk w rozgrywkach A klasy. Drużyna wystąpiła 5 razy w klasie A Białostockiego OZPN.

## Sezony
| Poziomy rozgrywkowe | Poziomy rozgrywkowe | Poziomy rozgrywkowe | Poziomy rozgrywkowe | Poziomy rozgrywkowe | Sezony, opis | Sezony, opis     | Sezony, opis | Sezony, opis | Sezony, opis | Sezony, opis | Sezony, opis           | Sezony, opis | Sezony, opis     |
| I                   | II                  | III                 | IV                  | V                   | Sezon        | Liga             | Poz.         | Pkt.         | Bramki       | Z/R/P        | Uwagi                  | Nazwa        | ZPN              |
| ------------------- | ------------------- | ------------------- | ------------------- | ------------------- | ------------ | ---------------- | ------------ | ------------ | ------------ | ------------ | ---------------------- | ------------ | ---------------- |
| MP                  | A                   | B                   | C                   |                     | 1924         |                  |              |              |              |              | Założenie klubu.       | Makabi       | Wileński OZPN    |
| MP                  | A                   | B                   | C                   |                     | 1925         |                  |              |              |              |              | Przerwa w rozgrywkach. | Makabi       | Wileński OZPN    |
| MP                  | A                   | B                   | C                   |                     | 1926         |                  |              |              |              |              |                        | Makabi       | Wileński OZPN    |
| L                   | A                   | B                   | C                   |                     | 1927         |                  |              |              |              |              |                        | Makabi       | Warszawski OZPN  |
| L                   | A                   | B                   | C                   |                     | 1928         | Klasa B (gr.II)  | 5            | b.d.         | b.d.         | b.d.         |                        | Makabi       | Warszawski OZPN  |
| L                   | A                   | B                   | C                   |                     | 1929         | Klasa B (gr.II)  | b.d.         | b.d.         | b.d.         | b.d.         |                        | Makabi       | Białostocki OZPN |
| L                   | A                   | B                   | C                   |                     | 1930         | Klasa B (gr.III) | 1/1          | b.d.         | b.d.         | b.d.         | [ 2 ]                  | Makabi       | Białostocki OZPN |
| L                   | A                   | B                   | C                   |                     | 1931         | Klasa B (gr.III) | 1/1          | b.d.         | b.d.         | b.d.         |                        | Makabi       | Białostocki OZPN |
| L                   | A                   | B                   | C                   |                     | 1932         | Klasa A          | 7            | 8            | 21–35        | 3/2/9        |                        | Makabi       | Białostocki OZPN |
| L                   | A                   | B                   | C                   |                     | 1933         | Klasa A (gr.II)  | 4 (7-8)      | 3            | 7–19         | 1/1/4        | [ 3 ]                  | Makabi       | Białostocki OZPN |
| L                   | A                   | B                   |                     |                     | 1934         | Klasa A (gr.II)  | 4 (7-8)      | 1            | 3–14         | 0/1/5        | [ 4 ]                  | Makabi       | Białostocki OZPN |
| L                   | A                   | B                   |                     |                     | 1935         | Klasa A (gr.II)  | 3 (5-6)      | b.d.         | b.d.         | b.d.         |                        | Makabi       | Białostocki OZPN |
| L                   | A                   | B                   |                     |                     | 1936         | Klasa A (gr.II)  | 3 3(9)       | b.d. 2       | b.d. 5–14    | b.d. 0/2/2   |                        | Makabi       | Białostocki OZPN |
| L                   | A                   | B                   |                     |                     | 1936/1937    | Klasa B          | b.d.         | b.d.         | b.d.         | b.d.         |                        | Makabi       | Białostocki OZPN |
| L                   | A                   | B                   |                     |                     | 1937/1938    | Klasa B          | b.d.         | b.d.         | b.d.         | b.d.         |                        | Makabi       | Białostocki OZPN |
| L                   | A                   | B                   |                     |                     | 1938/1939    | Klasa B (gr.III) | 1-2          | b.d.         | b.d.         | b.d.         | Baraż                  | Makabi       | Białostocki OZPN |